# Brendan Robinson
Brendan Robinson (nascido em Portland, Oregon; 1 de março de 1990) é um ator americano, conhecido por interpretar Lucas Gottesman na série da ABC Family Pretty Little Liars.

## Carreira
Robinson começou atuando na web série Campus Daze, que também co-produziu.  Ele também foi convidado para estrelar na série Miss Behave, na qual apareceu em 3 episódios e em Cold Case por 1 episódio. 
No início de 2010, Brendan fez uma audição para o papel de Mike Montgomery em Pretty Little Liars mas ele não conseguiu o papel. Mais tarde, ele se juntou ao elenco, interpretando Lucas Gottesman, o nerd do grupo que faz o "yearbook", que se envolve na vida de Hanna.
Em 2011, os produtores de Pretty Little Liars, confirmaram que o personagem de Lucas, terá mais cenas com Hanna. De acordo com o TV Line.com, Brendan foi promovido como um personagem recorrente na série na segunda temporada. Também teve uma aparição na série Glee, no episódio 'Original Song', como um membro da platéia.

### Televisão
| Ano           | Título              | Personagem      | Notas                      |
| ------------- | ------------------- | --------------- | -------------------------- |
| 2011          | Glee                | Extra           | Episódio 'Original Song'   |
| 2010-presente | Pretty Little Liars | Lucas Gottesman | Recorrente temporada 1-3   |
| 2010          | Miss Behave         | Jordan          | Convidado, 3 Episódios     |
| 2010          | Cold Case           | Evan Mazer      | Ator Convidado, 1 Episódio |

### Filmografia
| Ano  | Título                  | Personagem |
| ---- | ----------------------- | ---------- |
| 2010 | The Do-Deca Pentathalon | Mark Jovem |
| 2010 | Rid Of Me               | O Garoto   |
| 2010 | The River Why           | Kernie     |
| 2009 | The Afterparty          | Andy       |
| 2008 | Campus Daze             | Robin      |
| 2011 | "Good Luck Charlie      | -          |